# پولینگ
پولینگ (به آلمانی: Polling, Mühldorf) یک شهر در آلمان است که در بایرن واقع شده‌است.

## خصوصیات
پولینگ ۴۳٫۸۳ کیلومترمربع مساحت دارد ۴۱۰ متر بالاتر از سطح دریا واقع شده‌است.